# セール・カールマーン広場
座標: 北緯47度30分25.50秒 東経19度01分27.14秒 / 北緯47.5070833度 東経19.0242056度

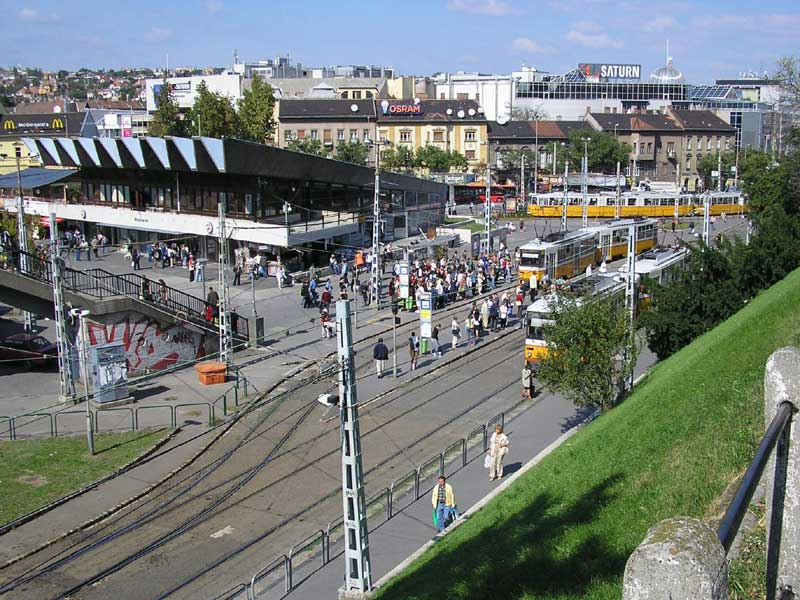
セール・カールマーン広場

セール・カールマーン広場（洪:Széll Kálmán tér）とは、ハンガリーブダペストにある広場。モスクワ広場とも言われる。
この広場はブダペスト市内でも有数の交通結節点であり、モーリッツ・シグモンド円形広場とも比較出来る程である。この広場から利用出来るトラムは4, 6, 18, 41, 59, 59A, 61の各系統、そしてバスは5, 16, 16A, 22, 22E, 39, 90, 90A, 91, 102, 116, 128, 149, 155, 156, 190, 222, 256の各系統がある。また、地下にはブダペスト地下鉄2号線のセール・カールマーン広場駅が存在している。
この広場は旅行者がよく向かうブダの丘方面に至るバスが多く発着する為、遠足等では待ち合わせ場所として利用される事も多い。また、その交通量と近隣に立地する商店の数から、この広場がブダ地区の中心部であると考えられる事も多い。そして、ブダ城にもほど近く、バスならば16, 16A, 116の各系統が出ており、徒歩でもアクセス出来る距離にある。

## 歴史
この地域はハンガリー王国首相であったセール・カールマーンの名を取って、1929年にセール・カールマーン広場と名付けられた。その後、ソビエト連邦の侵攻により共産化した後の1951年、この広場の名前はラーコシ・マーチャーシュ政権下でモスクワ広場と改称された。
その後、1956年のハンガリー動乱初期にセーケシュフェヘールヴァールにまで至っていたソビエト連邦軍はブダペストを占領しようとし、この広場に侵攻した。しかし、この時の侵攻は失敗に終わり、同年11月の再侵攻までの間、ブダペストは占領されなかった。その後、東欧で共産主義政権が崩壊すると、かつての名前の復活が叫ばれ、2011年3月26日、ブダペスト市議会はこの広場の名前をモスクワ広場から元の名前である、セール・カールマーン広場に戻した。これに際して、広場の修繕が検討され、予算として30億フォリントを計上した。

## ギャラリー

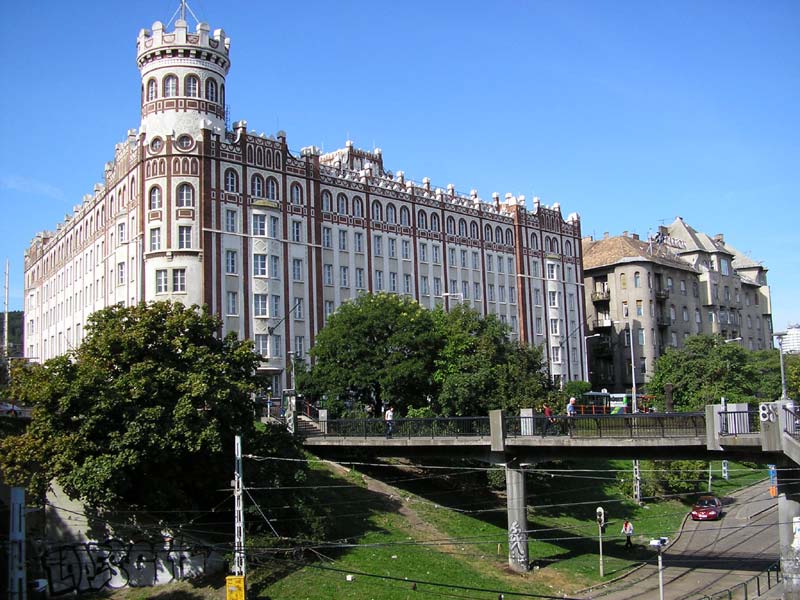
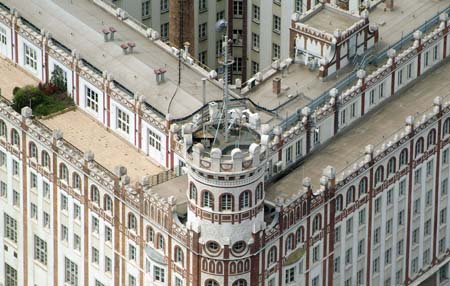
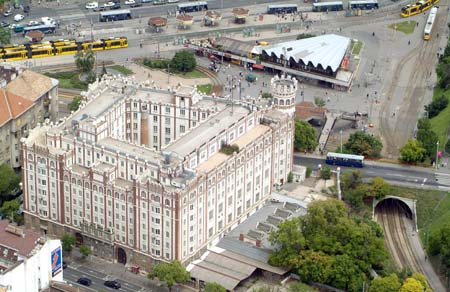
郵便局